# Lepilemur mittermeieri
Lepilemur mittermeieri  (лат.) — вид лемуров из семейства Лепилемуровые.

## Классификация
Был описан в 2006 году на базе молекулярных исследований, до этого входил в состав вида Lepilemur dorsalis. Помимо этого, возможно, является младшим синонимом Lepilemur tymerlachsonorum.

## Распространение
Эндемик полуострова Ампасиндава на северо-западе Мадагаскара. Точные границы ареала не выяснены, считается, что его площадь менее 1260 км2.

## Образ жизни
Населяет тропические сухие листопадные леса, встречается как в первичных лесах, так и во вторичных. В рационе преимущественно листья.

## Статус популяции
Международный союз охраны природы присвоил этому виду охранный статус «В опасности» (англ. Endangered). Главные угрозы виду — разрушение среды обитание из-за вырубки леса под сельское хозяйство и добычу угля, а также охота.